# ماهی پرک‌دار اندونزی
ماهی پرک‌دار اندونزی (نام علمی: Chitala borneensis) نام یک گونه از سرده پشت‌پره‌ای‌های آسیایی است.